# Michel Wintacq
Michel Wintacq (2 oktober 1955) is een voormalig Belgisch voetballer en huidig voetbaltrainer. Als speler was hij een flankverdediger.

## Spelerscarrière
Wintacq start z'n spelerscarrière bij RLC Hornu en trekt in 1974 naar La Louvière. Daar blijft hij vijf jaar actief, alvorens in 1979 naar Club Luik te verhuizen. Na vier seizoenen, waarin hij 131 wedstrijden speelt, verhuist hij naar Standard Luik. Hier speelt hij vijf seizoenen. In 1988 verlaat hij het profvoetbal en tekent hij bij Racing Jet Waver.
- ???-1974: RLC Hornu
- 1974-1979: La Louvière
- 1979-1983: Club Luik
- 1983-1988: Standard
- 1988-1991: Racing Jet Waver

## Speler-trainer
Nadat hij Racing Jet Waver in 1991 verliet, werd hij speler-trainer bij URS Centre. Na een jaar stapt hij over naar FC Vacresse, waar hij 5 seizoenen zou blijven.
- 1991-1992: URS Centre
- 1992-1997: FC Vacresse

## Trainer
Van 1998 tot 2008 was hij aan de slag bij RAEC Mons als assistent-trainer en als interim-trainer bij het ontslag van een trainer. In 2008 werd hij hoofdcoach van Boussu Dour Borinage, waar hij in z'n eerste seizoen meteen promoveerde naar tweede klasse. Na enkele afwisselend succesvolle en minder succesvolle periodes werd hij in april 2011 ontslagen. In het seizoen 2011/12 was hij trainer van RFC Tournai, waarmee hij vijfde eindigde in Derde klasse. Door de opstelling van een niet-aangesloten speler verloor de club echter 32 punten, waardoor het slechts zestiende eindigde.
- 1998-2008: RAEC Mons (assistent-trainer en interim-trainer)
- 2008-04/2011: Boussu Dour Borinage
- 2011-2012: RFC Tournai

## International
Wintacq was één keer international: op 12 oktober 1983 tegen Schotland (1-1).